# Jamyang Rinchen Gyaltsen
Sharpa Jamyang Rinchen Gyaltsen (1256-1305) was een Tibetaans geestelijke uit de sakyatraditie van het Tibetaans boeddhisme.
Jamyang Rinchen Gyaltsen was van 1288 tot 1297 de tiende sakya trizin, de hoogste geestelijk leider van de sakyatraditie. Hij kwam voort uit de Sharpa-linie van het sakyaboeddhisme.
Hij was de zesde keizerlijk leermeester (dishi) van 1304 tot 1305 voor Yuankeizer Temür Khan. Deze titel werd voor het eerst werd toegekend aan Phagspa door keizer Koeblai Khan. Als keizerlijk leermeester volgde hij zijn broer Yeshe Rinchen op. 

## Opkomst van het geslacht Sharpa
Het geslacht Khon, waaruit gewoonlijk de hoogste abt van het Sakyaklooster afkomstig was, verwierf een leidende rol in Tibet na de  Mongoolse verovering van Tibet. Drogön Chögyal Phagpa († 1280), van afkomst een Khon, bekleedde eveneens een hoge positie aan het hof van de Khagan. Nadat de nog vrij jonge Dishi Dharmapala Raksita zich in 1286 terugtrok en in 1287 overleed beëindigde Khagan Kublai Khan, de eerste keizer van de Yuan-dynastie, de invloed van het geslacht Khon. De familie Sharpa kwam op de voorgrond, dankzij hun goede betrekkingen met de invloedrijke minister Sangge van de Yuan-dynastie. Yeshe Rinchen werd benoemd tot Dishi (keizerlijk leermeester in een patroon-priesterrelatie) en zijn jongere broer Jamyang Rinchen Gyaltsen werd in 1288 Sakya trizin (abt) van het klooster van Sakya. Deze benoemingen gaven de Sharpa-broers invloed in Tibet. De feitelijke macht berustte bij de dpon-chen die zijn intrek nam in Sakya. In de tijd van Jamyang Rinchen Gyaltsen fundtioneerden achtereenvolgens als dpon-chen:
- Zhonnu Wangchuk (c. 1285-1288)
- Changchub Dorje (c. 1289)
- Aglen Dorje Pal (c. 1290-1298)
- Zhonnu Wangchuk (1298, 2e termijn)
- Legpa Pal (1298-c. 1305)

## Anti-Mongoolse rebellie
De toetreding van Jamyang Rinchen Gyaltsen tot het ambt van Sakya trizin viel samen met toenemende onrust in Centraal-Tibet. Het centrum van de weerstand tegen de Yuan-dynastie was het belangrijke Drigungklooster, dat in 1287 een grootscheepse opstand leidde. Eerst konden de niet op sterkte gehouden Mongoolse garnizoenen de opstand niet bedwingen. Na drie jaar kreeg de nieuwe dpon-chen Aglen een vers detachement Mongoolse troepen onder leiding van prins Temür Buqa. De opstandige troepen van Drigung kregen bijstand van Chaghatai-Tadzjieken maar leden een nederlaag bij Palmothang, waarna het klooster werd aangevallen en in brand gestoken. Veel verdedigers inclusief de bestuurder van Drigung kwamen om. De abt slaagde erin te ontsnappen. Overlevende eenheden van de Chaghatai kwamen om in een sneeuwstorm. Na deze overwinning marcheerden de troepen van Yuan door het zuidoosten van Tibet naar Assam, en bevestigden de Mongoolse- en Sakya-zeggenschap in deze gebieden.

## Yuan-Sakya combinatie voortgezet
Het neerslaan van de opstand in 1290 betekende dat het systeem van overheersing door Yuan met hulp van de Sakya-traditie, voor de volgende 40 jaar was veilig gesteld. De positie van het geslacht Sharpa was echter enigszins verzwakt door de neergang en executie van hun bondgenoot Sangge in 1291. De oudste Sharpa-broer  Yeshe Rinchen trad in datzelfde jaar terug als Dishi en overleed drie jaar later. Na de dood van Kublai Khan in 1294 stelde dpon-chen Aglen voor dat een telg van het geslacht Khon de leider van Sakya zou worden in plaats van Jamyang Rinchen Gyaltsen. Dat zou Sangpo Päl moeten worden, een neef van Phagspa, die op dat moment in Zuid-China verbleef. De nieuwe khan Temür erkende Sangpo Päl als de rechtmatige opvolger en liet hem in 1298 naar Sakya terugkeren. Jamyang Rinchen Gyaltsen droeg in naam zijn abtsfunctie over, maar bleef de zaken aansturen vanuit Zhitog, het paleis van de abt. Pas in 1303 werd hij door de Khan naar Peking ontboden. Als ervaren en loyaal mens, moest hij de post van Dishi op zich nemen, na het overlijden van de vorige. Op 23 februari 1304 werd hij daartoe aan het keizerlijk hof geïnstalleerd. Hij overleed op 5 februari 1305.